# Trilogie cannibale
 Pour plus de détails, voir Fiche technique et Distribution
La trilogie cannibale ou trilogie des cannibales (Trilogia dei cannibali) est une série de films d'épouvante italiens réalisés par Ruggero Deodato. La trilogie appartient au sous-genre cinématographique du film de cannibales.
Les films qui constitue la trilogie sont : 
- février 1977 : Le Dernier Monde cannibale (Ultimo mondo cannibale)
- février 1980 : Cannibal Holocaust
- août 1985 : Amazonia : La Jungle blanche (Inferno in diretta)

## La trilogie

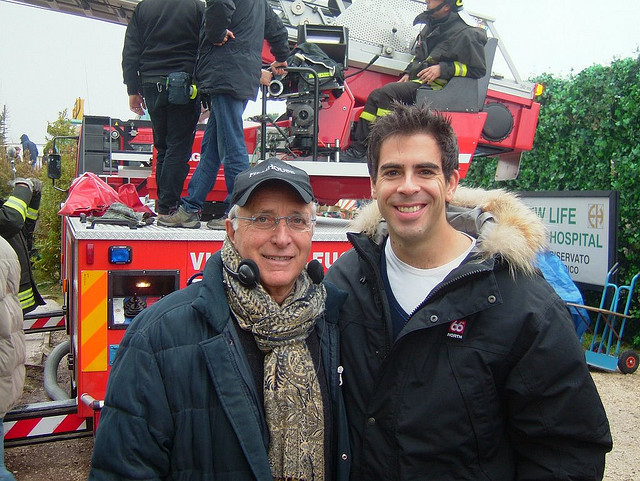
Ruggero Deodato et Eli Roth en février 2006.

Le genre du film de cannibales trouve son origine avec Au pays de l'exorcisme d'Umberto Lenzi, le premier à présenter une séquence anthropophagique. Plus tard, devant l'accueil favorable du public, il a été proposé à Deodato de réaliser un film d'épouvante exotique. C'est ainsi que l'idée du Dernier Monde cannibale est née.
Dans les trois films réalisés par le cinéaste originaire de Potenza, on retrouve des éléments communs typiques de ce sous-genre de l'épouvante : le style du faux documentaire, des séquences violentes avec des animaux et des symboles tribaux C'est précisément en raison de ces topoï que les œuvres audiovisuelles suivantes ont souvent été censurées ou interdites aux moins de 18 ans. Au fil des ans, certains critiques ont entrevu dans les œuvres de la série des attaques sévères contre la civilisation occidentale.
Comme le réalisateur l'a lui-même déclaré à plusieurs reprises, les trois longs métrages ont été inspirés par le style de Gualtiero Jacopetti, créateur du cinéma mondo.
Le succès de ces films a consacré Deodato comme « Monsieur Cannibale ». Eli Roth a donné à plusieurs reprises des interviews dans lesquelles il a déclaré avoir été influencé par la trilogie pour la réalisation de son film The Green Inferno (2013).